# Inde aux Jeux olympiques d'hiver de 2022
L'Inde participe aux Jeux olympiques d'hiver de 2022 à Pékin en Chine du 9 au 20 février 2022. Il s'agit de sa onzième participation à des Jeux d'hiver. La délégation ne défile pas à la cérémonie d’ouverture des Jeux qui n'est pas non plus retransmise en Inde puisque le porteur final de la torche est un militaire gradé chinois impliqué dans un affrontement avec l’armée indienne en juin 2020.

## Ski alpin
Arif Mohd Khan, skieur de 31 ans originaire du de l'État du Jammu-et-Cachemire, parvient à décrocher un quota sur le slalom et le slalom géant même s'il est classé au delà de la 3000e place
| Athlète   | Épreuve      | 1re manche    | 1re manche | 2e manche     | 2e manche | Total         | Total   |
| Athlète   | Épreuve      | Temps         | Rang       | Temps         | Rang      | Temps         | Rang    |
| --------- | ------------ | ------------- | ---------- | ------------- | --------- | ------------- | ------- |
| Arif Khan | Slalom       | Abandon       | Abandon    | Éliminé       | Éliminé   | Éliminé       | Éliminé |
| Arif Khan | Slalom géant | 1 min 22 s 35 | 35e        | 1 min 24 s 49 | 44e       | 2 min 47 s 24 | 45e     |